# Arthur Gullberg
Gotthard Arthur Gullberg, född den 26 september 1881 i Kalmar, död den 5 augusti 1950 i Stockholm, var en svensk jurist. Han var son till Gotthard Gullberg.
Gullberg avlade mogenhetsexamen i Kalmar 1899 och juris kandidatexamen 1903.Han genomförde tingstjänstgöring i Villands och Östra Göinge domsaga 1903–1904 samt var extra ordinarie tjänsteman i Patent- och registreringsverket 1904 och i kommerskollegium 1905. Gullberg var anställd på advokatbyrå i Stockholm 1904–1914 och bedrev egen advokatverksamhet där 1914–1939. Han var ledamot av Sveriges advokatsamfund 1910–1939. Gullberg var granskningsman i Skandinaviska Banken 1928–1936 och en av bankens revisorer från 1937. Han var ordförande i fastighetstaxeringsnämnden i Stockholm vid allmänna fastighetstaxeringarna 1938 och 1945, i taxeringsnämnden från 1935, ledamot av Stockholms stads prövningsnämnd från 1937 samt av Kupongskattenämnden från dess tillkomst 1943. Gullberg utgav Justitiematrikel 1928, 1934 och 1941. Han blev riddare av Vasaorden 1944. Gullberg är begravd på Norra begravningsplatsen utanför Stockholm.